# خودنوگری و شناخت: تحقق زندگی
خودنوگری و شناخت: تحقق زندگی (به انگلیسی Autopoiesis and Cognition: The Realization of the Living) اثری در حوزه سایبرنتیک در نظریه سامانه‌ها و فلسفه زیست‌شناسی است که توسط هومبرتو ماچورانا و فرانسیسکو وارلا به رشته تحریر درآمد است. این اثر ابتدا در سال ۱۹۷۲ در شیلی به زبان اسپانیایی با عنوان ماشین‌ها و هستارهای زنده (De Maquinas y Seres Vivos) به چاپ رسید و چاپ دوم آن در سال ۱۹۸۰ و چاپ چهارم آن توسط اشپرینگر در سال ۱۹۹۱ انجام شد.این اثر مفهوم خودنوگری یا خلق خویشتن را تعریف و پیمایش می‌کند تا در سامانه‌ها یا نظام‌های زنده شناخت و استقلال را مدون کند. خودنوگری در حوزه سایبرنتیک مرتبه دوم که اغلب با تم‌های خودارجاعی و حلقه‌های بازخور مواجه می‌شود یک متن آموزشی کلیدی به‌شمار می‌رفت. این کتاب در ردیف چهل و دوم از سری کتاب‌های مطالعات بوستون در فلسفه علم قرار گرفته‌است.